# Eryngiophaga dlabolai
Eryngiophaga dlabolai är en insektsart som först beskrevs av Vondracek 1957.  Eryngiophaga dlabolai ingår i släktet Eryngiophaga och familjen spetsbladloppor. Inga underarter finns listade i Catalogue of Life.